# Josef Havlíček
Josef Havlíček (Praga, 5 maggio 1899 – Praga, 30 dicembre 1961) è stato un architetto ceco.
Esponente di spicco del razionalismo europeo, progettò e costruì nel 1933 la Cassa Generale delle Pensioni di Praga.